# Tlacotzontli
Tlacotzontli és una déu azteca, protector dels camins i dels viatgers. Per obtindre d'ell un viatge favorable, els viatgers anaven a ell sagnant-se amb rames d'espí.

## Referències

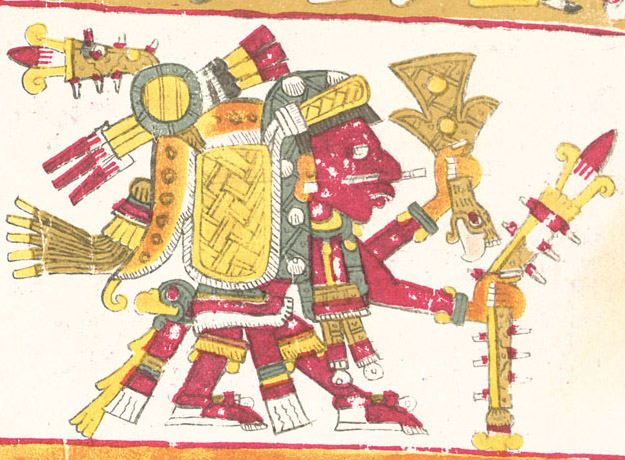
Tlacotzontli